# 裘援平
裘援平（1953年11月—），女，汉族，浙江绍兴人。中华人民共和国政治人物。长期从事国外政治思潮、国际问题和国际关系等领域的研究。同时为中国人民大学国际关系学院客座教授。

## 生平
1969年参加工作，1973年加入中国共产党。北京外国语大学西语系毕业。获北京大学法学博士学位。
曾在中共中央对外联络部和中华人民共和国驻阿根廷使馆工作。曾任中联部拉美局副局长、副秘书长兼研究室主任，中共唐山市委副书记，中央外事办公室副主任(正部长级)、机关党委书记。
2013年3月，任国务院侨务办公室主任、党组书记。2017年4月，不再担任国务院侨务办公室党组书记，改任主任、党组成员。
2008年，当选第十一届全国政协委员，代表对外友好界，分入第四十七组。并担任外事委员会专委。2018年1月，当选第十三届全国政协委员。2018年1月，当选第十三届全国政协委员。

## 著作
- 国际安全问题与中国的新安全观. 2002
- "以邻为伴"的战略思考. 2003
- 当代社会民主主义与第三条道路. 2004. ISBN 9787801157409